# Pinto (Madrid)
Pinto é um município da Espanha na província e Comunidade de Madrid. Faz parte da área metropolitana de Madrid, tem 61,9 km² de área e em 2021 tinha 53 537 habitantes (densidade: 864,9 hab./km²).